# 澱粉體

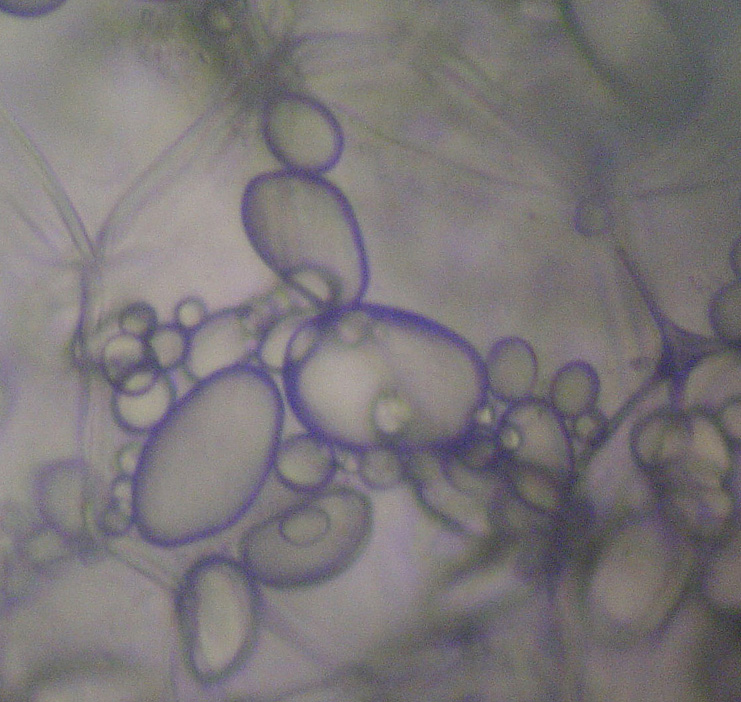
馬鈴薯塊莖細胞內的澱粉體

澱粉體（英語：Amyloplast），又稱造粉體或澱粉質粒體，是高等植物細胞中的一種白色體（白色體又是質粒體的一種），主要功能為以澱粉的形式合成及儲存醣類，留待需要時使用。澱粉體和葉綠體有密切關係，目前已觀察到在馬鈴薯的塊莖中可相互轉換。

## 分布與機制
澱粉體是一種特化的白色體，和澱粉的代謝有關，植物可將光合作用產生的葡萄糖經由聚合轉變成澱粉，再以澱粉粒的形式儲存於澱粉體中。澱粉體通常存在於植物的果實或塊根、塊莖等地下儲存器官發現。當植物需要能量時，澱粉體可將其中儲存的澱粉分解成葡萄糖，提供植物使用。
和其他質粒體一樣，澱粉體含有自己的环状DNA。根據內共生理論，質粒體县認為起源於原核生物在真核細胞内的共生。除了澱粉體之外，特化的白色體還有蛋白質體和油粒體。

## 形態
澱粉體中含有一個至數個澱粉粒，其外型因不同植物而有不小的差異，即使同一澱粉體內，澱粉粒的大小、形狀也可能會有不同。總體來說，大部分的澱粉粒呈角形或球形，其中直鏈澱粉含量越多者，澱粉粒越接近圓球形。
有些植物的澱粉粒有明顯的同心層紋，是因直鏈澱粉和支鏈澱粉對水的溶解度不同，膨脹程度不同所致，這些層紋的中心點稱為粒臍（hilum），不同植物的粒臍形狀也有所不同，有些呈星形，有些呈圓形。由於層紋的來源為對水溶解度不同所致，在乾燥的情況下，澱粉粒就沒有層紋的構造。

## 轉換
澱粉體和另一種質粒體——葉綠體有密切關係。澱粉的代謝有時也可在葉綠體中進行，而且在某些情況下，澱粉體和葉綠體被認為可以相互轉換，目前這種轉換的現象只在馬鈴薯的塊莖中被發現：當塊莖受到光照時，會轉变為綠色，这是因其澱粉體轉化为葉綠體造成的。

## 感知重力
植物的向地性為根冠生長素分佈不均，造成根部的生長會朝向地心彎曲。對於向地性形成的機制有許多說法，其中一種澱粉平衡石假說（starch-statolith hypothesis）於1900年由G.Haberlandt和Ｅ.Nemee提出，想法來自無脊椎動物的平衡囊（statocysts），平衡囊內腔附著了許多感應的毛，腔中有許多成分為碳酸鈣的平衡石，當平衡囊受到外力而改變位置時，平衡石的再次沉澱會碰觸到感應毛，造成感應毛的彎曲，從而送出動作電位到達中樞神經以產生感覺。澱粉平衡石假說即認為植物根冠細胞中的澱粉體就有如動物的平衡石，當澱粉石受重力影響再次沉澱時，會使特化為平衡細胞的中軸細胞產生反應。雖然詳細機制還不清楚，但目前已發現澱粉體的沉澱會帶動肌動蛋白改變，刺激中軸細胞的細胞膜上的離子通道，這些訊號最終導致生長素分布的不對稱性，因而造成根部的向地性。